# Гуцол Олексій Михайлович
Олексі́й Миха́йлович Гуцол — старший матрос Збройних сил України.

## Нагороди
За особисту мужність і героїзм, виявлені у захисті державного суверенітету та територіальної цілісності України, вірність військовій присязі під час російсько-української війни
- орденом «За мужність» III ступеня (10.6.2015).